# جون سينكلير
السير جون سينكلير (10 مايو 1774 – 21 ديسمبر 1835) كان سياسيا بريطانيا، وكاتبا ألف في مجالات المالية والزراعة،
وهو أول من استخدم مصطلح «احصائيات» statistics في اللغة الإنجليزية في عمله الضخم الرائد المعنون «تناول إحصائي لسكوتلاندا» المكون من واحد وعشرين مجلدا.